# Isla Tranqui
Tranqui è un'isola del Cile che fa parte dell'arcipelago di Chiloé e si trova nel golfo del Corcovado. Appartiene alla regione di Los Lagos e alla provincia di Chiloé nel comune di Queilén.
Tranqui si trova vicino alla costa orientale dell'isola di Chiloé. Ha una superficie di 34,6 km² e contava 354 abitanti al censimento del 2002.
L'estremità sud-est dell'isola si chiama punta Centinela, dove è installato un faro automatico. Tutto il settore orientale ha lo stesso nome. Deriva dal fatto che, durante l'era coloniale, era lì posizionata una sentinella, nel posto di osservazione più a sud del sistema difensivo di Chiloé. La sentinella aveva il compito di far scattare l'allarme accendendo un falò nel caso che qualsiasi nave sospetta fosse entrata nei canali.